# Sculptuur

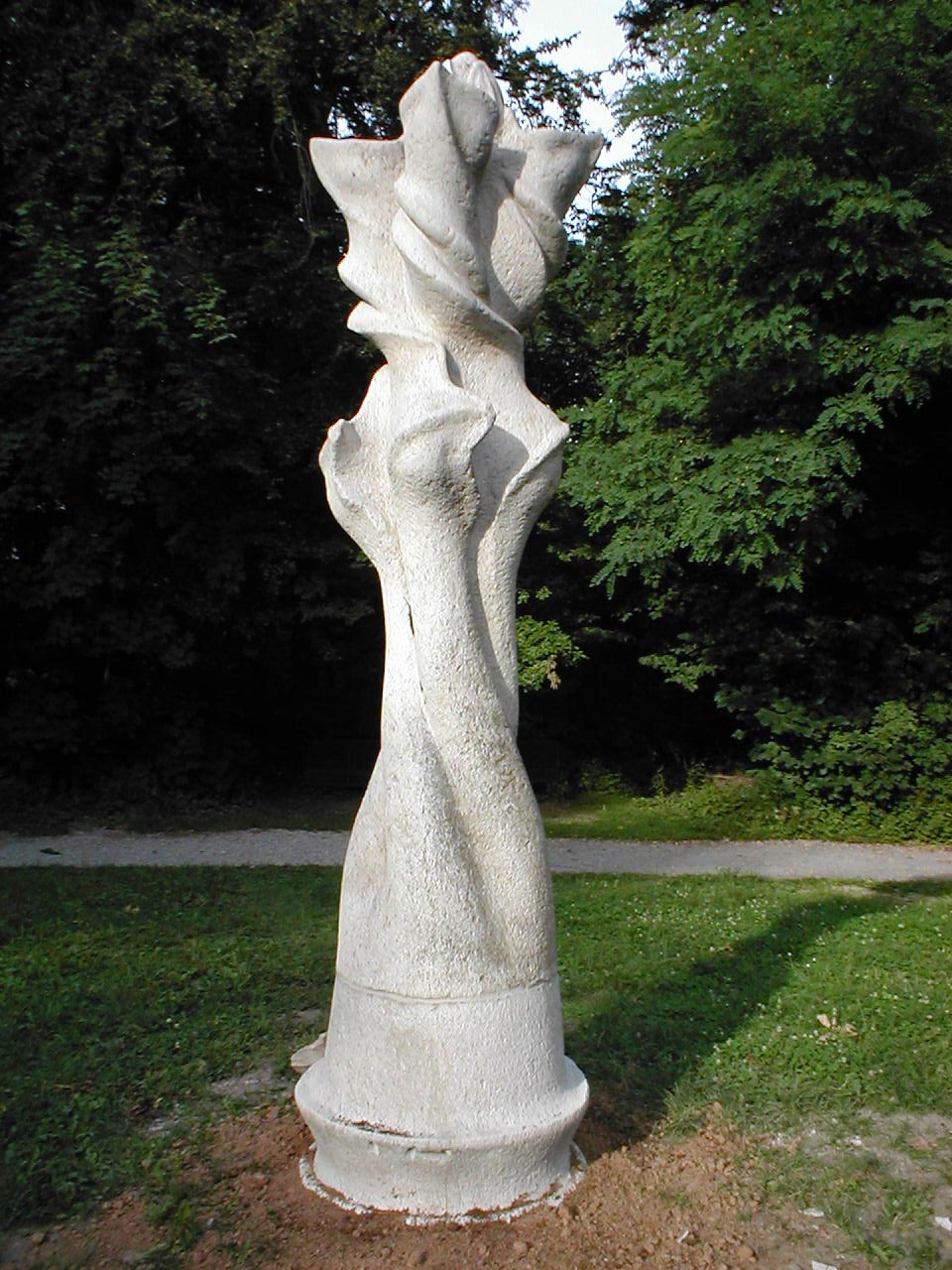
"Stein 2000" van de Duitse beeldhouwer Ralf Krämer in Heilbronn, in Jurakalksteen uitgevoerd

Een sculptuur is een ruimtelijk beeldhouwwerk dat vormgegeven is door materiaal te verwijderen (de subtractieve methode), in tegenstelling tot een plastiek, dat een ruimtelijk kunstwerk is dat is gemodelleerd door toevoeging uit een beweeglijke, plastische massa als klei of was, of ook gegoten (de additieve of opbouwende methode). Het samenvoegen van materialen noemt men assemblage. 

## Materialen
Sculpturen worden vanouds vervaardigd uit starre materialen als natuursteen en hout, maar verdere materialen kunnen bijvoorbeeld zijn gips, kunststof, beton, baksteen of polyurethaanschuim (PUR).

## Houwen en snijden
De techniek van het vormgeven in deze materialen wordt traditioneel 'houwen' (hakken) genoemd, vandaar de term 'beeldhouwer' voor een ruimtelijk werkend kunstenaar. Deze term is uiteindelijk de algemene benaming geworden voor ruimtelijk werkende kunstenaars, ook als zij niet via de subtractieve methode werken.
Kunstenaars die materialen als hout, ivoor, been en zachte steensoorten bewerken (snijden met beitel en guts) worden vanouds ook wel 'beeldsnijder' genoemd. Voor andere subtractieve technieken als schaven, raspen en zagen bestaat geen afzonderlijke term om de kunstenaar mee aan te duiden.